# Sahune
Sahune település Franciaországban, Drôme megyében. Lakosainak száma 298 fő (2022. január 1.). Sahune Villeperdrix, Arpavon, Curnier, Eyroles, Montréal-les-Sources és Saint-May községekkel határos.

## Népesség
A település népessége az elmúlt években az alábbi módon változott:
| Lakosok száma | 229  | 275  | 290  | 293  | 319  | 312  | 313  | 308  | 306  | 298  |
|               | 1968 | 1982 | 1990 | 2006 | 2013 | 2015 | 2017 | 2019 | 2020 | 2022 |